# (8116) Jeanperrin
(8116) Jeanperrin (1996 HA15) – planetoida z pasa głównego asteroid okrążająca Słońce w ciągu 3 lat i 138 dni w średniej odległości 2,25 au. Została odkryta 17 kwietnia 1996 roku w Europejskim Obserwatorium Południowym przez Erica Elsta.

## Księżyc planetoidy
W 2007 roku zidentyfikowano na podstawie analizy zmian w krzywej blasku (8116) Jeanperrin naturalnego satelitę tej asteroidy. Prowizoryczne oznaczenie tego ciała to S/2007 (8116) 1. Jego średnica wynosi około 2 km. Obydwa ciała okrążają wspólny środek masy w czasie 36,15 godziny, a średnia odległość między nimi to około 25 km.